# К теории цвета
«К тео́рии цве́та» (нем. Zur Farbenlehre) — книга поэта Иоганна Вольфганга фон Гёте, охватывающая его взгляды на природу цвета и вопросы, связанные с восприятием цвета.
Опубликована в 1810 году. Текст содержит описания таких понятий как «цветовая тень», «преломление» и «хроматическая аберрация». Книга была написана Гёте в связи с его интересом к живописи и оказала влияние на более позднее искусство (У. Тёрнер, прерафаэлиты, В. В. Кандинский). Примечательно, что в том же году было опубликовано сочинение живописца Филиппа Отто Рунге «Цветовая сфера» (Farben-Kugel). Поэта и живописца в те годы связывала переписка и личные встречи.
Несмотря на то, что текст Гёте был отвергнут физиками, ряд философов и физиков были с ним знакомы, в том числе Томас Иоганн Зеебек, Артур Шопенгауэр, Герман фон Гельмгольц, Рудольф Штайнер, Людвиг Витгенштейн, Вернер Гейзенберг, Курт Гёдель, Митчелл Фейгенбаум. В своей книге Гёте дает общие сведения о том, как цвет воспринимается в различных обстоятельствах, и приводит некоторые наблюдения Исаака Ньютона. Интерес Гёте был направлен скорее не на анализ явления цвета, а на особенности его восприятия. В итоге философы пришли к пониманию различия между оптическим спектром, который изучал Ньютон, и феноменом человеческого восприятия цвета в изложении Гёте. Эта тема глубоко анализируется в труде Л. Витгенштейна «Замечания о цвете».